# Giovanni Solari

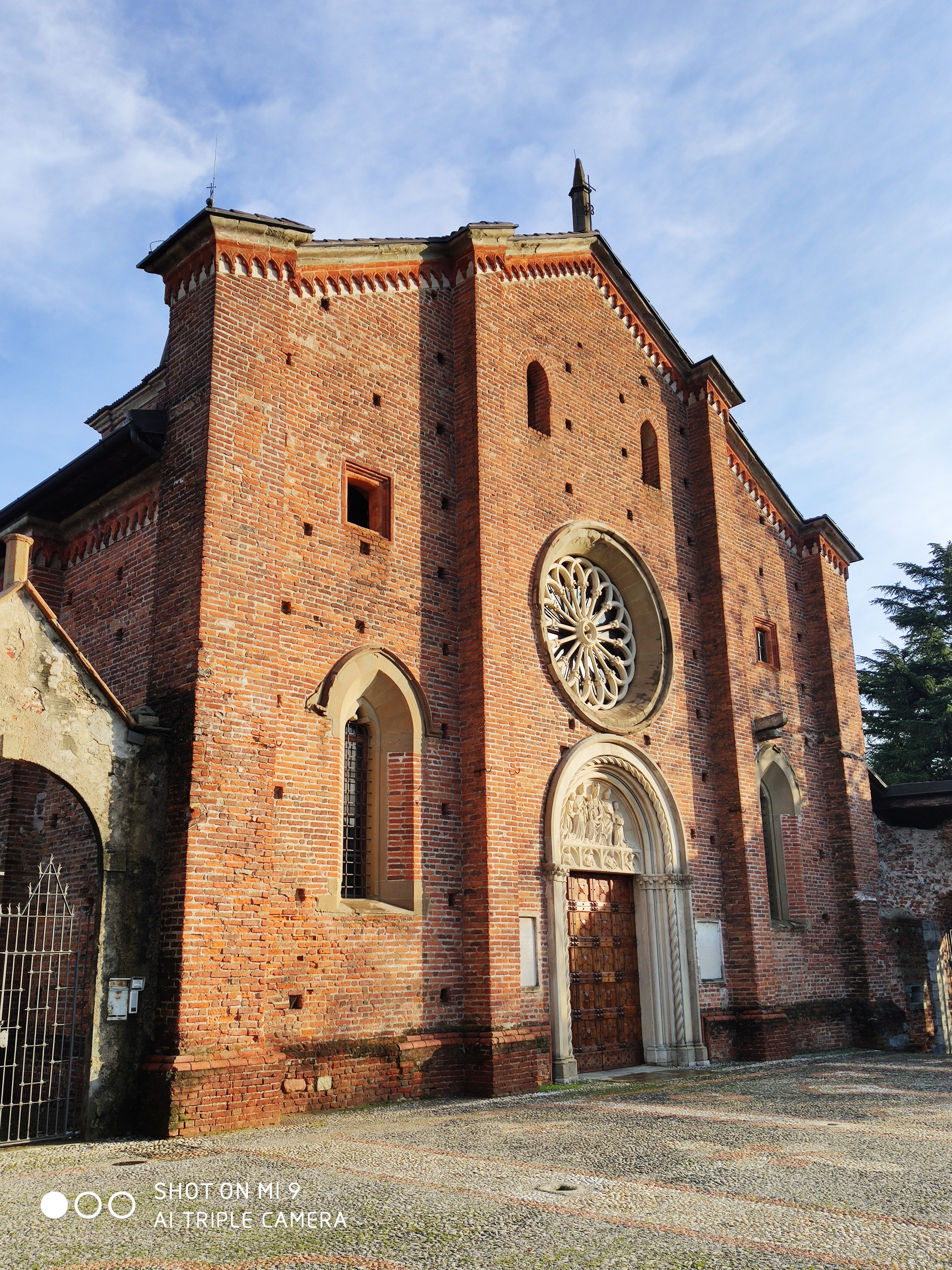
Collegiata di Castiglione Olona. Progetto e direzione lavori: Giovanni Solari e i fratelli Pietro e Alberto

Giovanni Solari (Carona, 1400 – Milano, 1482) è stato un architetto e ingegnere italiano.

## Biografia
Figlio dell'architetto Marco Solari, che era capo dei lavori del Duomo di Milano. Giovanni Solari diresse la costruzione della Certosa di Pavia dal 1428 al 1462 e quella del Duomo dal 1452 al 1469. Fu capostipite dell'importante famiglia di scultori e architetti dei Solari da Carona. Per la Certosa di Pavia gli successe il figlio Guiniforte Solari. L'altro suo figlio Francesco Solari fu maestro di Giovanni Antonio Amadeo. 
Giovanni Solari lavorò anche come ingegnere militare per il duca Galeazzo Maria Sforza. Morì a Milano nel 1482.
Giovanni e i fratelli Pietro e Alberto progettarono la Collegiata di Castiglione Olona, borgo medievale in Provincia di Varese, dedicata ai Santi Lorenzo e Stefano e ne diressero il cantiere dal 1422 alla consacrazione, avvenuta il 25 marzo 1425 . Fu in seguito affrescata da Masolino da Panicale, Lorenzo Di Pietro detto il Vecchietta e Paolo Schiavo . 
Giovanni progettò la Casa dei Panigarola a Milano, sede dell'Ufficio del Governatore degli Statuti.

## Genealogia dei Solari da Carona
|                                                  |                                                  | | | | |                                                                     |                                                                     |                                                  |                                                  |
|                                                  |                                                  | | | Marco (menz. 1387-1405), architetto e scultore                                                                                         | |                                                                     |                                                                     |                                                  |                                                  |
|                                                  |                                                  | | | | |                                                                     |                                                                     |                                                  |                                                  |
|                                                  |                                                  | | | | |                                                                     |                                                                     |                                                  |                                                  |
|                                                  |                                                  | Alberto | Alberto | Giovanni (Campione d'Italia 1400 circa - Milano 1484 circa) ingegnere della Certosa di Pavia (1428-62) e del Duomo di Milano (1452-69) | Giovanni (Campione d'Italia 1400 circa - Milano 1484 circa) ingegnere della Certosa di Pavia (1428-62) e del Duomo di Milano (1452-69) | Pietro                                                              | Pietro                                                              |                                                  |                                                  |
|                                                  |                                                  | | | | |                                                                     |                                                                     |                                                  |                                                  |
|                                                  |                                                  | | | | |                                                                     |                                                                     |                                                  |                                                  |
|                                                  |                                                  | Guiniforte (o Boniforte) (Milano 1429 - ivi 1481) ingegnere della Certosa di Pavia (1462-81) e del Duomo di Milano (1459-81) | Guiniforte (o Boniforte) (Milano 1429 - ivi 1481) ingegnere della Certosa di Pavia (1462-81) e del Duomo di Milano (1459-81) | Francesco (attivo 1446-1469) architetto e scultore                                                                                     | Francesco (attivo 1446-1469) architetto e scultore                                                                                     |                                                                     | Bartolomeo o Bertola(?)                                             | Bartolomeo o Bertola(?)                          |                                                  |
|                                                  |                                                  | | | | |                                                                     |                                                                     |                                                  |                                                  |
|                                                  |                                                  | | | | |                                                                     |                                                                     |                                                  |                                                  |
| Maddalena nel 1476 sposò Giovanni Antonio Amadeo | Maddalena nel 1476 sposò Giovanni Antonio Amadeo | Francesco | Francesco | Pietro Antonio (Milano ? metà sec. 15º - Mosca 1493) Architetto e scultore                                                             | Pietro Antonio (Milano ? metà sec. 15º - Mosca 1493) Architetto e scultore                                                             | Cristoforo, detto il Gobbo (1467/1470 - 1524) architetto e scultore | Cristoforo, detto il Gobbo (1467/1470 - 1524) architetto e scultore | Andrea (circa 1460 - circa 1520)Pittore milanese | Andrea (circa 1460 - circa 1520)Pittore milanese |